# Vacuna (mitología)

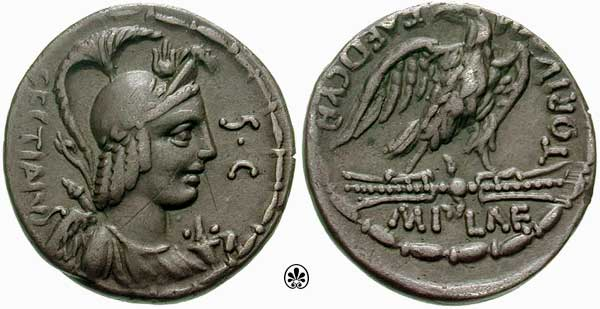
Denario de la República romana con la efigie de la diosa Vacuna.

Vacuna era una antigua diosa sabina, identificada por fuentes romanas antiguas y estudiosos posteriores con otras muchas diosas, como Ceres, Diana, Nike, Minerva, Belona, Venus o Victoria. Se la veneraba principalmente en un santuario cercano a la villa de Horacio (actualmente en el municipio de Licenza), en los bosques sagrados de Reate y en Roma.
La protección a la que se la invocaba sigue sin estar clara. Pomponio Porfirión la llama de incerta specie ("de especie incierta") en sus comentarios sobre Horacio. Autores renacentistas y Leonhard Schmitz afirman que era una divinidad a la que los campesinos ofrecían sacrificios cuando terminaban las labores del campo, es decir, cuando estaban ociosos, vacui.
La etimología de su nombre está vinculada a la carencia y la privación, y Horacio parece invocarla en favor de un amigo al que se dirige una de sus epístolas. A partir de ahí, se ha conjeturado que se la oraba en favor de personas ausentes, familiares o amigos.
Ovidio menciona ritos vinculados a fuegos sacramentales con asistentes de pie o sentados, que compara con antiguas ceremonias observadas en nombre de Vesta, sin ninguna sugerencia de trabajo de campo ni de seres queridos ausentes. Varrón afirma que esta diosa es la misma que la diosa Victoria.